# سری بی برزیل
 مسابقه قهرمانی سری بی برزیل  (به پرتغالی: Campeonato Brasileiro Série B) دومین لیگ فوتبال معتبر پس از سری آ در کشور برزیل است.
این مسابقات از سال ۱۹۷۱ میلادی با شرکت ۲۰ تیم از سراسر برزیل برگزار می‌شود.